# كبلر-9d
كيبلر-9د (بالإنجليزية: Kepler-9d)‏، ويعرف رسميًا بـKOI-377.03 هو كوكب يدور حول نجم يشبه الشمس يسمى كيبلر-9. اكتشف أول مرة بواسطة مسبار كيبلر الفضائي، وهو مسبار باحث عن الكواكب الأرضية تشغله ناسا، ويرجح أن يكون كيبلر-9د أرض هائلة، بنصف قطر أكبر من نصف قطر الأرض بحوالي 60%، رغم أن كتلته لا يمكن حسابها. يكمل كيبلر-9د دورته حول كيبلر-9 كل 1.56 يوم، ويبعد عنه مسافة 0.0273 وحدة فلكية، وهي مسافة قريبة للغاية. وعلى الرغم من كون كيبلر-9د أقرب كوكب لنجمه في نظام كيبلر-9، فقد سمي كيبلر9-د وليس كيبلر9-ب نظرًا لتأكيد اكتشاف العملاقين الغازيين كيبلر-9ب وكيبلر-9ج أولًا. رجحت الدراسات الأصلية للنظام أن كيبلر-9د من المحتمل أن يكون كوكبًا، لكن تحقيقات فريق كيبلر التالية لذلك أكّدت ذلك، وتم تأكيد كونه كوكبًا على الملأ من خلال ورقة الفريق البحثية والتي نشرت في المجلة الفيزيائية الفلكية يوم 1 يناير 2011. استخدم الفريق تلسكوبات مرصد كيك في هاواي ليتبعوا الاكتشاف المبدأي لتلسكوب كيبلر الفضائي.

## الاكتشاف والتسمية
سمّي كيبلر-9د كذلك نظرًا لكونه ثالث كوكب يكتشف في نظام كيبلر-9. والنجم كيبلر-9 قد سمّي على مسبار كيبلر، وهو مسبار فضائي يهدف لاكتشاف الكواكب الأرضية بطريقة عبور الكواكب المحيط، وتعني مرور الكوكب أمام نجمه من الجهة المقابلة للأرض بحيث يتسبب ذلك العبور في تخفيض نسبة من ضوء النجم بمقدار صغير.
سمي كيبلر-9د عند اكتشافه أولًا بـKOI 377.03. وتم قد تم تعريفه ككوكب محتمل بعد دراسة للنظام قامت بتأكيد كيبلر-9ب وكيبلر-9ج، لكنه كان بحاجة لدراسات أخرى أكّدت لاحقًا كونه كوكبًا بالفعل، وأن حدث العبور لم يكن نتيجة خلفية نجم ثنائي في فوتوميتر كيبلر. وقد أثبت فريق كيبلر باستفاضة أن حدث العبور الصغير لا يمكن أن يكون أي شيء غير كوكب، ونشرت النتائج في المجلة الفيزيائية الفلكية يوم 1 يناير 2011. توالت الملاحظات في مرصد كيك في هاواي ومرصد WIYN في أريزونا ومرصد بالومار في كاليفورنيا.

## النجم
كيبلر-9 هو نجم شبيه بالشمس في كوكبة القيثارة، يبعد حوالي 650 فرسخ فلكي عن الأرض. له كتلة تبلغ 1.07 كتلة شمسية، ونصف قطر حوالي 1.02 نصف قطر شمسي، بذلك يكون كيبلر 9 مقاربًا تمامًا لحجم وكتلة الشمس، فله كتلة أكبر بـ7% وقطر أكبر ب2%. وتبلغ درجة الحرارة الفعالة لكيبلر-9 5777 (± 61) كلفن، مقارنة بالشمس التي تبلغ درجة حرارتها الفعالة 5778 كلفن، وأغنى بالمعادن بنسبة 32% أكثر من الشمس. يصغر كيبلر -9 الشمس، ويقدّر عمره بحوالي مليار عام. ويحتوي نظام كيبلر-9 على كوكبين آخرين غير كيبلر-9د، وهما العملاقين الغازيين كيبلر-9ب وكيبلر9-ج.

## الخصائص
وفقًا لحجم منحنى الضوء الخاص بكوكب كيبلر-9د، يحتمل أن يكون أرض هائلة، رغم كون كتلته المحددة مجهولة. ومن المفترض أن تبلغ على الأقل 1.5 من كتلة الأرض. كما يقدّر نصف قطره بـ1.64 نصف قطر أرضي، أي أكبر من نصف قطر الأرض بحوالي 64%. وتبلغ درجة حرارة التوازن الكوكبي له 2026 كلفن، فهو أعلى في الحرارة من كافة الكواكب السابقة التي اكتشفها كيبلر (دون احتساب الكواكب الثلاثة المكتشفة سابقًا في مجال كشفه). مصير الكوكب غير معلوم. يبعد الكوكب مسافة تقريبية تقدر بـ0.0273 وحدة فلكية (2,537,695.73 ميل) عن نجمه، والذي يتم دورته حوله كل 1.592851 يوم، ويعد كيبلر-9د هو الأقرب من نجمه في نظام كيبلر-9. للمقارنة، يبعد كوكب عطارد بمقدار 0.3871 وحدة فلكية عن الشمس، ويتم دورته حولها كل 87.97 يوم.